# Galopina circaeoides
Galopina circaeoides är en måreväxtart som beskrevs av Carl Peter Thunberg. Galopina circaeoides ingår i släktet Galopina och familjen måreväxter. Inga underarter finns listade i Catalogue of Life.